# Berthold von Helfenstein
Berthold von Helfenstein († 25. August 1233 vermutlich bei Rueun) war von 1228 bis zu seinem Tod Bischof von Chur.
Berthold war Kanoniker in Konstanz und wurde 1228 vom Domkapitel zum Bischof von Chur gewählt. Er war um den Bestand des Hochstifts bemüht, gewann 1228 die Vizedominate Sevelen und Zizers zurück und verteidigte seine Rechte im Unterengadin und Vinschgau gegen die Grafen von Tirol. Er förderte die Klöster, so die Prämonstratenser von St. Luzi in Chur und das Hospiz von Müstair. Berthold war mehrfach im Gefolge von Friedrich II. und Heinrich VII. zu finden, nahm an mehreren Reichstagen teil, unter anderem an der Reichsversammlung in Worms im Frühjahr 1231, auf der das sogenannte Statutum in favorem principum erlassen wurde. 
Am 25. August 1233 wurde er vermutlich in der Nähe von Rueun ermordet. Die Täter, Rudolf von Greifenstein, der Priester Heinrich von Waltenburg und andere, wurden von Papst Gregor IX. zu einer Bußwallfahrt ins Heilige Land verpflichtet.